# Analanjirofo
Analanjirofo is een regio van Madagaskar. De regio heeft een oppervlakte van 21.930 km². En de regio heeft 980.817 inwoners. De regio grenst in het noorden aan Sava, in het westen aan Sofia, in het zuidwesten aan Alaotra-Mangoro en in het zuiden aan Atsinanana. De hoofdstad van de regio is Fenoarivo Atsinanana (Frans:  Fenoarivo Est)

## Districten
De regio bestaat uit zes districten:
- Fenoarivo Atsinanana (Fenoarivo-Est)
- Mananara-Nord
- Maroantsetra
- Nosy Boraha
- Soanierana Ivongo
- Vavatenina

## Natuur
- Nationaal park Mananara Nord